# Mônica Leme
Mônica Neves Leme (Rio de Janeiro, 29 de novembro de 1958) é uma musicóloga, historiadora, jornalista, educadora musical, bandolinista, cavaquinista, violinista e compositora brasileira.